# Sabina Remundová

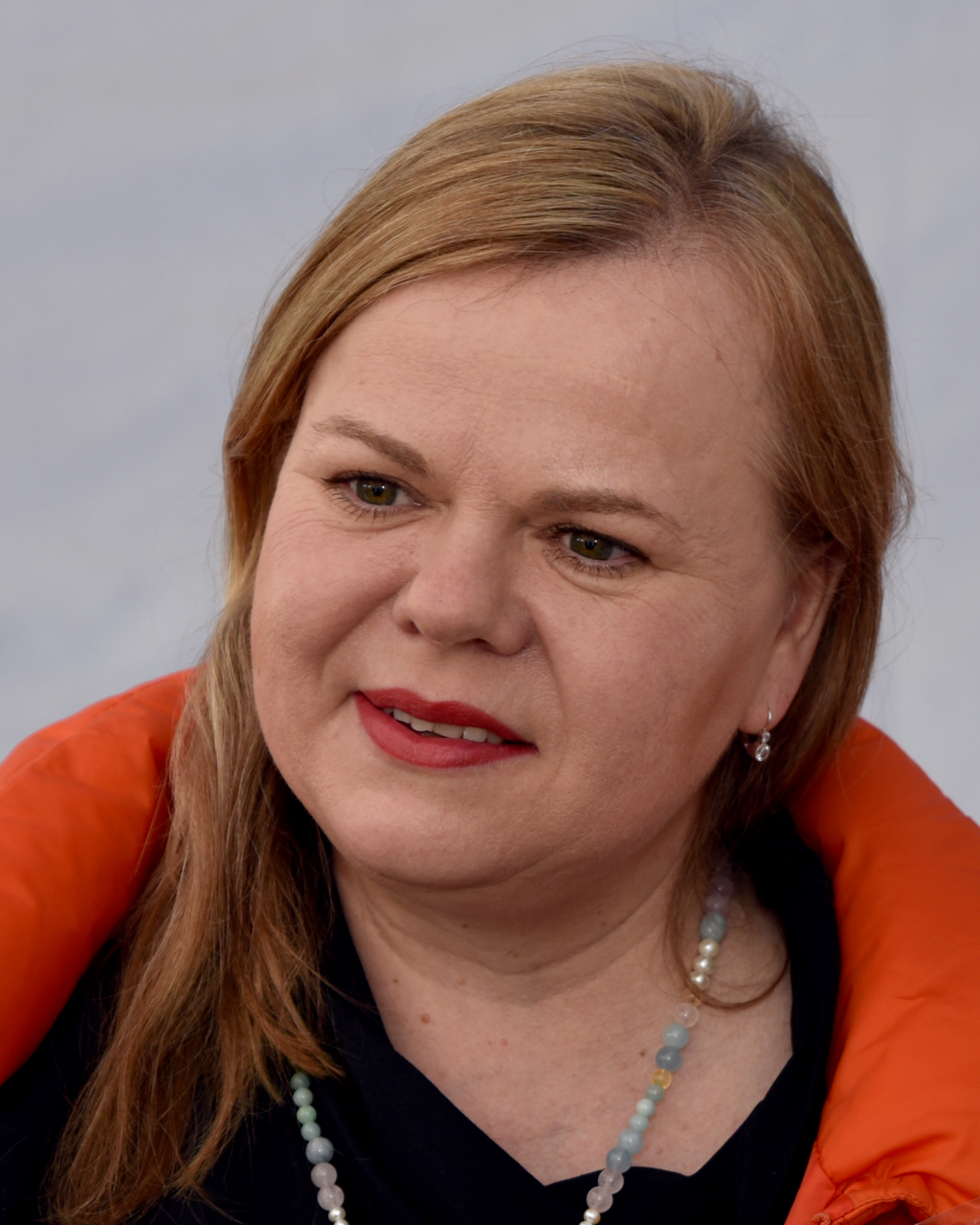
Sabina Remundová im Jahr 2023

Sabina Remundová (* 18. Mai 1972 in Pelhřimov, Tschechoslowakei) ist eine tschechische Schauspielerin, Drehbuchautorin und Regisseurin.

## Leben
Sabina Remundová wurde 1972 in Pelhřimov geboren, einer kleinen Stadt zwischen Prag und Brünn. Sie ist die Tochter des Theaterregisseurs Stanislav Remunda (1927–2012) und der Schauspielerin Iva Janžurová (* 1941). Sie studierte zunächst am Prager Konservatorium Musik und Schauspiel und wurde anschließend an der Theaterfakultät der Akademie der Musischen Künste in Prag (DAMU) ausgebildet. Von 1996 bis 1999 hatte sie ein Engagement am Theater von Mladá Boleslav. Später spielte sie in Prag am Divadlo U hasičů.
Einen ihrer ersten Auftritte vor der Kamera hatte Sabina Remundová in dem Film Zralé víno aus dem Jahr 1981 an der Seite ihrer Mutter und ihrer Schwester. Daraufhin folgten ein paar kleinere Rollen. 2002 hatte sie dann ihre erste größere Rolle in Alice Nellis Film Familienausflug mit kleinen Geheimnissen (im Original Výlet), in dem sie ein unglücklich verheiratete Frau spielt, die einen Familienausflug in die Slowakei macht, damit ihr Vater dort beerdigt werden kann. 2003 führte sie Regie in dem Fernsehfilm Maryška, für den sie auch das Drehbuch schrieb. 2007 spielte sie in Tajnosti, einem weiteren Film von Alice Nellis, eine Frau, die keine Kinder bekommen kann. 2017 spielte sie in dem Film Zahradnictví: Dezertér die Rolle der Marci, für deren Darstellung sie eine Nominierung für den Český lev („Böhmischer Löwe“) als Beste Nebendarstellerin erhielt.
Ihre jüngere Schwester Theodora Remundová (* 1974) ist ebenfalls Schauspielerin.

## Filmografie
- 1981: Zralé víno
- 2002: Familienausflug mit kleinen Geheimnissen (Výlet)
- 2003: Maryška (Regie, Drehbuch)
- 2007: Tajnosti
- 2015: Die sieben Raben (Sedmero krkavců)
- 2017: Zahradnictví: Dezertér